# جيم تومسون (لاعب اتحاد الرغبي)
جيم تومسون (بالإنجليزية: Jim Thompson)‏ هو لاعب اتحاد الرغبي بريطاني، ولد في 5 نوفمبر 1984 في Catterick, North Yorkshire ‏ في المملكة المتحدة.

## وصلات خارجية
- جيم تومسون على موقع ItsRugby.co.uk (الإنجليزية)